# Przepis kulinarny

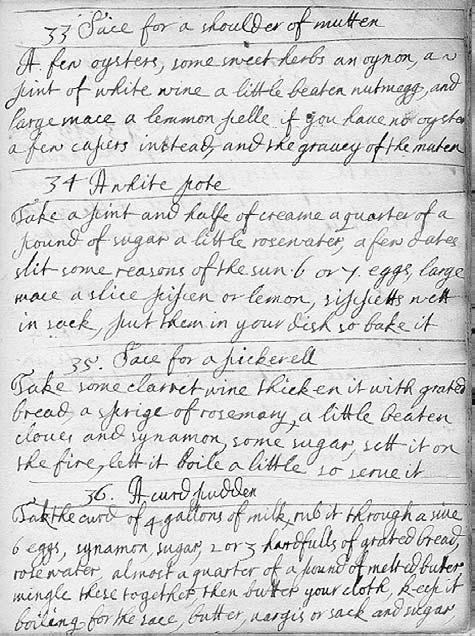
Pisane ręcznie przepisy z angielskiej rękopiśmienniczej książki kucharskiej, 1660 rok

Przepis kulinarny – opis czynności prowadzących do przygotowania potrawy. Zbiory przepisów kulinarnych nazywane są książkami kucharskimi. 
Współczesny przepis kulinarny jest przeważnie ułożony według jednego schematu i zawiera kolejno:
- nazwę potrawy i ewentualnie krótkie wprowadzenie;
- listę potrzebnych składników wraz z podaniem ich ilości, czasem także specjalne wyposażenie niezbędne do przygotowywania potrawy;
- opisane krok po kroku kolejne czynności prowadzące do otrzymania potrawy, wraz z podaniem czasu niektórych działań, np. obróbki termicznej;
- sposób podania potrawy;
- niekiedy informacje dodatkowe, w rodzaju zamienników niektórych składników, stopnia trudności przygotowywania potrawy, jej kosztu lub wartości energetycznej.